# Firestone-Wasserkraftwerk
Das Firestone-Wasserkraftwerk  war das erste Wasserkraftwerk der westafrikanischen Republik Liberia.

## Lage

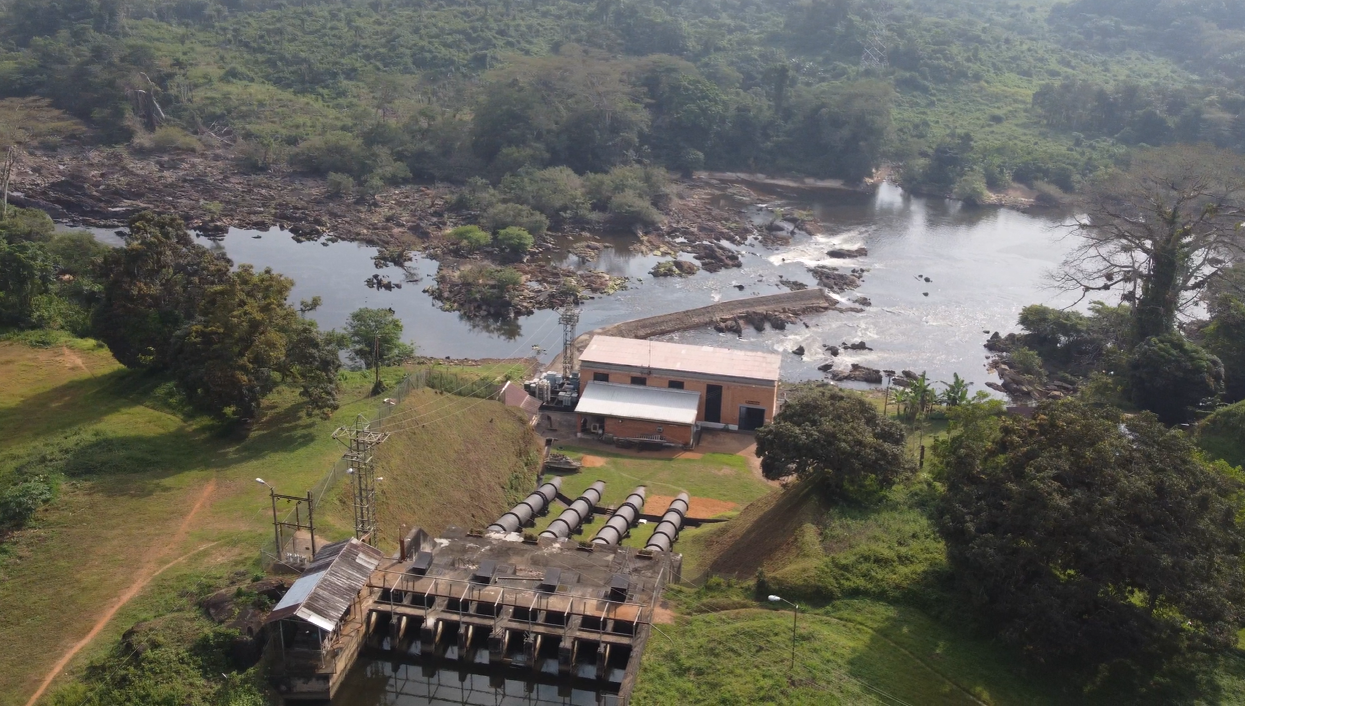
Firestone Hydro Plant

Der Damm und die Generatorenanlage wurden 1942 am Unterlauf des Farmington River errichtet und befinden sich bei Harbel im  Margibi County, etwa 50 Kilometer östlich der Hauptstadt Monrovia. Das Kraftwerk wurde als Laufwasserkraftwerk geplant.
Am Standort bei der Ortschaft Firestone Plantage nahe dem Berg Mount Hydo wurde ein Damm von etwa 150 m Länge und ein Turbinenhaus errichtet.

## Betriebsgeschichte
Das Kraftwerk besitzt vier Turbinen und erzeugt eine Gesamtleistung von 4,8 Megawatt. Es diente zunächst ausschließlich dem Aufbau der Betriebsanlagen und der Werkssiedlung der Firestone Tire & Rubber Company. Die installierte Technik wurde aus den USA importiert. Das Kraftwerk ist noch immer in Betrieb und dient auch der Stromversorgung der Nachbarorte.
Als Ergänzung zum Wasserkraftwerk wurde ein dieselölbetriebenes Kraftwerk mit einer Leistung von 3 Megawatt errichtet.